# Potentia Animi
Potentia Animi war eine 2002 gegründete Musikgruppe. Ihr Name bedeutet „Kraft der Seele“.

## Geschichte
Potentia Animi formierte sich 2002. Die Musiker hatten vor dieser Band bereits in verschiedenen anderen Bands der Mittelalterszene gespielt. So war Bruder Liebe ein Mitglied von Corvus Corax, als die Band noch Congregatio hieß, und von den Inchtabokatables. 2004 erschien das Debütalbum Das erste Gebet über Staupa Musica, ein deutsches Sublabel von Metal Blade Records. 2005 spielte die Band auf dem M’era Luna Festival.
2006 erschien das zweite Album Psalm II. Die Band trat in diesem Jahr auch auf dem Summer Breeze auf. Gegen Ende des Jahres erschien außerdem die Weihnachts-EP Sind die Lichter angezündet? Darauf covert Potentia Animi etliche bekannte Weihnachtslieder musikalisch, auch die Texte wurden verändert.
2008 spielte die Band unter anderem auf dem Festival der Spielleute auf Schloss Burg in Solingen. Im Oktober 2008 gab die Band ihre Trennung bekannt. Ihr Abschiedskonzert fand am 30. April 2009 auf der Wasserburg Roßlau statt. 2014 gab die Band ein exklusives Konzert beim Hörnerfest in Brande-Hörnerkirchen.

## Stil
Die Bandmitglieder traten in Priestersoutanen auf, verhielten sich jedoch entgegen diesem Auftreten recht unkeusch. Außerdem trugen sie häufig Masken. Ihre Musik mischt Elemente von Mittelaltermusik und Rock. Auch elektronische Klänge sind des Öfteren in der Musik vorzufinden. Die Band orientierte sich überwiegend am gregorianischen Mönchsgesang. Mit Qui per Mundum vom Album Psalm II fügten sie ihrer mittelalterlichen Musik Sprechgesang hinzu. Musikalisch wird die Band mit den Größen des Genres verglichen, so mit Subway to Sally, In Extremo und, insbesondere wegen der elektronischen Klänge, Tanzwut. Das Magazin Eclipsed sah das eher negativ. Dort hieß es, Potentia Animi verquicke „Rammsteinschen Dumpfbackenteutonenmetal mit dem falschen Pathos von Gregorian“.
Die Band veröffentlichte ihre Texte überwiegend in lateinischer Sprache, oftmals im so genannten Küchenlatein verfasst. Der Rest der Lieder ist in deutscher Sprache gehalten. Teile der Texte wurden den Carmina Burana entnommen. Die Band versuchte, trotz ihres etwas zotigen und eher blasphemischen Images, authentisches, zum Teil als verschollen geltendes, Liedgut in die Neuzeit zu übersetzen. Nur gelegentlich wurden neuzeitliche Standpunkte bezogen. Die Texte sind dennoch überwiegend vulgär gehalten und tragen deutliche Anzeichen von Religionskritik. Auf Letzteres angesprochen, erklärte der den Bruder Liebe verkörpernden Titus Jany: „Wir sind alle religiös und gehören verschiedenen Konfessionen an, so unglaublich das klingt. Für uns besteht der Unterschied darin, dass wir Kirche und Religion als zwei verschiedene Dinge sehen. Wir machen uns in keiner Form über die Religion lustig, sondern nur über die Institution Kirche. Man muss vorsichtig sein, dass man in diesem Umfeld niemandem zu Nahe [sic] tritt.“
Mario Gericke alias Bruder Nachtfraß war der Hauptkomponist, der seine Rohfassungen seinen Bandkollegen vorstellte, die an den Ausarbeitungen mitwirkten.

## Diskografie

### Alben
- 2004: Das erste Gebet (Staupa Musica, Stars in the Dark, Spice Records)
- 2006: Psalm II (Staupa Musica)

### EPs
- 2006: Sind die Lichter angezündet? (Staupa Musica)